# Saint-Sulpice-de-Favières
Saint-Sulpice-de-Favières è un comune francese di 326 abitanti situato nel dipartimento dell'Essonne nella regione dell'Île-de-France.

## Società

### Evoluzione demografica
Abitanti censiti